# Budești (okręg Vaslui)
Budești – wieś w Rumunii, w okręgu Vaslui, w gminie Crețești. W 2011 roku liczyła 243 mieszkańców.